# Carità (Raffaello)
La Carità è un dipinto di Raffaello a olio su tavola (16x44 cm), databile al 1507 e conservato nella Pinacoteca vaticana a Roma. Con altre due tavolette nello stesso museo fa parte della predella della smembrata Pala Baglioni. 

## Storia
La pala d'altare, che si trovava chiesa di San Francesco al Prato, era stata commissionata Atalanta Baglioni, in memoria del figlio Grifonetto, assassinato per vendetta durante alcune lotte intestine alla famiglia per il dominio di Perugia nel 1500. 
Le tavolette della predella, a differenza della pala centrale con la Deposizione, non vennero sottratte per il cardinale Scipione Borghese, ma anzi furono i francesi a portarle via dopo la soppressione dell'istituto religioso nel 1797. Nel 1816 si riuscì a farle ritornare in Italia al legittimo possessore, in questo caso il papa, quale capo della Chiesa, ma, come molte altre opere umbre e marchigiane di pregio, Pio VII decise di tenerle nella Pinacoteca vaticana piuttosto che rimandarle nei luoghi di origine. Tutte e tre le tavolette sono concordemente riferite al Sanzio. 

## Descrizione e stile
Le tavolette della predella sono tre e raffigurano le Virtù teologali a monocromo entro tondi tra angioletti o putti reggitarga. Il medaglione centrale è pensato come una nicchia, in cui le figurette proiettano l'ombra. La Carità in particolare è affiancata da due putti a tutta figura con attributi a essa consoni: il fuoco, entro una sorta di braciere tenuto sulle spalle da quello di sinistra, e un copioso grappolo d'uva rovesciato in dono da un canestro da quello di destra.
La Carità è forse la più interessante delle tre Virtù Baglioni, poiché mostra una donna che allatta numerosi figli, nella cui composizione generale si scorgono evidenti echi del tema della Madonna col bambino così tipico della produzione raffaellesca. In particolare la figura femminile è seduta di profilo e ruota verso destra tenendo un fanciullo, anticipando la felice composizione della Madonna della Seggiola.